# Open GDF Suez 2014 - Qualificazioni singolare
Le qualificazioni del singolare  dell'Open GDF Suez 2014 sono state un torneo di tennis preliminare per accedere alla fase finale della manifestazione. I vincitori dell'ultimo turno sono entrati di diritto nel tabellone principale. In caso di ritiro di uno o più giocatori aventi diritto a questi sono subentrati i lucky loser, ossia i giocatori che hanno perso nell'ultimo turno ma che avevano una classifica più alta rispetto agli altri partecipanti che avevano comunque perso nel turno finale.

## Teste di serie
1. Annika Beck (primo turno)
2. Monica Niculescu (primo turno)
3. María Teresa Torró Flor (primo turno)
4. Lourdes Domínguez Lino (secondo turno)

1. Shahar Peer (primo turno)
2. Galina Voskoboeva (qualificata)
3. Barbora Záhlavová-Strýcová (ultimo turno)
4. Tímea Babos (primo turno)

## Qualificate
1. Lara Arruabarrena Vecino
2. Galina Voskoboeva

1. Johanna Larsson
2. Anna-Lena Friedsam

### Lucky Loser
1. Barbora Záhlavová-Strýcová

## Tabellone qualificazioni

### Sezione 1
|  | Primo turno | Primo turno                | Primo turno                | Primo turno | Primo turno |  |  | Secondo turno            | Secondo turno              | Secondo turno              | Secondo turno              | Secondo turno              |   |   | Ultimo turno | Ultimo turno             | Ultimo turno             | Ultimo turno | Ultimo turno |  |
|  |             |                            |                            |             |             |  |  |                          |                            |                            |                            |                            |   |   |              |                          |                          |              |              |  |
|  | 1           | Annika Beck                | Annika Beck                | 1           | 4           |  |  |                          |                            |                            |                            |                            |   |   |              |                          |                          |              |              |  |
|  |             | Petra Martić               | Petra Martić               | 6           | 6           |  |  | Petra Martić             | Petra Martić               | Petra Martić               | 3                          | 4                          |   |   |              |                          |                          |              |              |  |
|  | WC          | Alizé Lim                  | Alizé Lim                  | 6           | 4           |  |  | Lara Arruabarrena Vecino | Lara Arruabarrena Vecino   | Lara Arruabarrena Vecino   | 6                          | 6                          |   |   |              |                          |                          |              |              |  |
|  |             | Lara Arruabarrena Vecino   | Lara Arruabarrena Vecino   | 7           | 6           |  |  |                          |                            |                            |                            |                            |   |   |              | Lara Arruabarrena Vecino | Lara Arruabarrena Vecino | 6            | 7            |  |
|  |             | Kiki Bertens               | Kiki Bertens               | 3           | 4           |  |  |                          |                            | 7                          | Barbora Záhlavová-Strýcová | Barbora Záhlavová-Strýcová | 1 | 5 |              |                          |                          |              |              |  |
|  | WC          | Pauline Parmentier         | Pauline Parmentier         | 6           | 6           |  |  | WC                       | Pauline Parmentier         | Pauline Parmentier         | 63                         | 4                          |   |   |              |                          |                          |              |              |  |
|  |             | Lucie Hradecká             | Lucie Hradecká             | 1           | 2           |  |  | 7                        | Barbora Záhlavová-Strýcová | Barbora Záhlavová-Strýcová | 7                          | 6                          |   |   |              |                          |                          |              |              |  |
|  | 7           | Barbora Záhlavová-Strýcová | Barbora Záhlavová-Strýcová | 6           | 6           |  |  |                          |                            |                            |                            |                            |   |   |              |                          |                          |              |              |  |

### Sezione 2
|  | Primo turno       | Primo turno        | Primo turno        | Primo turno | Primo turno |  |  | Secondo turno     | Secondo turno      | Secondo turno      | Secondo turno     | Secondo turno |   |   | Ultimo turno | Ultimo turno      | Ultimo turno | Ultimo turno | Ultimo turno |  |
|  |                   |                    |                    |             |             |  |  |                   |                    |                    |                   |               |   |   |              |                   |              |              |              |  |
|  | 2                 | Monica Niculescu   | Monica Niculescu   | 3           | 1           |  |  |                   |                    |                    |                   |               |   |   |              |                   |              |              |              |  |
|  |                   | Virginie Razzano   | Virginie Razzano   | 6           | 6           |  |  | Virginie Razzano  | Virginie Razzano   | Virginie Razzano   | 4                 | 4             |   |   |              |                   |              |              |              |  |
|  | Johanna Konta     | Johanna Konta      | 62                 | 6           | 4           |  |  | Kristýna Plíšková | Kristýna Plíšková  | Kristýna Plíšková  | 6                 | 6             |   |   |              |                   |              |              |              |  |
|  | Kristýna Plíšková | Kristýna Plíšková  | 7                  | 4           | 6           |  |  |                   |                    |                    |                   |               |   |   |              | Kristýna Plíšková | 7            | 4            | 62           |  |
|  |                   | Mathilde Johansson | Mathilde Johansson | 6           | 7           |  |  |                   |                    | 6                  | Galina Voskoboeva | 5             | 6 | 7 |              |                   |              |              |              |  |
|  | WC                | Amandine Hesse     | Amandine Hesse     | 2           | 65          |  |  |                   | Mathilde Johansson | Mathilde Johansson | 5                 | 4             |   |   |              |                   |              |              |              |  |
|  |                   | Lesja Curenko      | Lesja Curenko      | 3           | 1           |  |  | 6                 | Galina Voskoboeva  | Galina Voskoboeva  | 7                 | 6             |   |   |              |                   |              |              |              |  |
|  | 6                 | Galina Voskoboeva  | Galina Voskoboeva  | 6           | 6           |  |  |                   |                    |                    |                   |               |   |   |              |                   |              |              |              |  |

### Sezione 3
|  | Primo turno   | Primo turno             | Primo turno             | Primo turno | Primo turno |  |  | Secondo turno     | Secondo turno     | Secondo turno     | Secondo turno   | Secondo turno   |   |   | Ultimo turno      | Ultimo turno      | Ultimo turno      | Ultimo turno | Ultimo turno |  |
|  |               |                         |                         |             |             |  |  |                   |                   |                   |                 |                 |   |   |                   |                   |                   |              |              |  |
|  | 3             | María Teresa Torró Flor | María Teresa Torró Flor | 2           | 62          |  |  |                   |                   |                   |                 |                 |   |   |                   |                   |                   |              |              |  |
|  |               | Nadia Petrova           | Nadia Petrova           | 6           | 7           |  |  | Nadia Petrova     | Nadia Petrova     | Nadia Petrova     | 4               | 5               |   |   |                   |                   |                   |              |              |  |
|  | WC            | Estelle Cascino         | Estelle Cascino         | 1           | 2           |  |  | Dinah Pfizenmaier | Dinah Pfizenmaier | Dinah Pfizenmaier | 6               | 7               |   |   |                   |                   |                   |              |              |  |
|  |               | Dinah Pfizenmaier       | Dinah Pfizenmaier       | 6           | 6           |  |  |                   |                   |                   |                 |                 |   |   | Dinah Pfizenmaier | Dinah Pfizenmaier | Dinah Pfizenmaier | 5            | 3            |  |
|  | Vesna Dolonc  | Vesna Dolonc            | 1                       | 6           | 6           |  |  |                   |                   | Johanna Larsson   | Johanna Larsson | Johanna Larsson | 7 | 6 |                   |                   |                   |              |              |  |
|  | Vera Duševina | Vera Duševina           | 6                       | 0           | 4           |  |  | Vesna Dolonc      | Vesna Dolonc      | Vesna Dolonc      | 4               | 3               |   |   |                   |                   |                   |              |              |  |
|  |               | Johanna Larsson         | Johanna Larsson         | 6           | 7           |  |  | Johanna Larsson   | Johanna Larsson   | Johanna Larsson   | 6               | 6               |   |   |                   |                   |                   |              |              |  |
|  | 5             | Shahar Peer             | Shahar Peer             | 2           | 5           |  |  |                   |                   |                   |                 |                 |   |   |                   |                   |                   |              |              |  |

### Sezione 4
|  | Primo turno         | Primo turno            | Primo turno            | Primo turno | Primo turno |  |  | Secondo turno      | Secondo turno          | Secondo turno      | Secondo turno      | Secondo turno      |   |   | Ultimo turno    | Ultimo turno    | Ultimo turno    | Ultimo turno | Ultimo turno |  |
|  |                     |                        |                        |             |             |  |  |                    |                        |                    |                    |                    |   |   |                 |                 |                 |              |              |  |
|  | 4                   | Lourdes Domínguez Lino | Lourdes Domínguez Lino | 6           | 7           |  |  |                    |                        |                    |                    |                    |   |   |                 |                 |                 |              |              |  |
|  |                     | Claire Feuerstein      | Claire Feuerstein      | 3           | 5           |  |  | 4                  | Lourdes Domínguez Lino | 5                  | 7                  | 1                  |   |   |                 |                 |                 |              |              |  |
|  | Petra Cetkovská     | Petra Cetkovská        | 3                      | 7           | 6           |  |  |                    | Petra Cetkovská        | 7                  | 5                  | 6                  |   |   |                 |                 |                 |              |              |  |
|  | Alison Van Uytvanck | Alison Van Uytvanck    | 6                      | 63          | 3           |  |  |                    |                        |                    |                    |                    |   |   | Petra Cetkovská | Petra Cetkovská | Petra Cetkovská | 2            | 2            |  |
|  | Anna-Lena Friedsam  | Anna-Lena Friedsam     | 3                      | 7           | 7           |  |  |                    |                        | Anna-Lena Friedsam | Anna-Lena Friedsam | Anna-Lena Friedsam | 6 | 6 |                 |                 |                 |              |              |  |
|  | Sofia Arvidsson     | Sofia Arvidsson        | 6                      | 67          | 65          |  |  | Anna-Lena Friedsam | Anna-Lena Friedsam     | Anna-Lena Friedsam | 6                  | 7                  |   |   |                 |                 |                 |              |              |  |
|  |                     | Maryna Zanevs'ka       | 5                      | 6           | 6           |  |  | Maryna Zanevs'ka   | Maryna Zanevs'ka       | Maryna Zanevs'ka   | 3                  | 65                 |   |   |                 |                 |                 |              |              |  |
|  | 8                   | Tímea Babos            | 7                      | 4           | 4           |  |  |                    |                        |                    |                    |                    |   |   |                 |                 |                 |              |              |  |